# 利奧波德異吻象鼻魚
利奧波德異吻象鼻魚，為輻鰭魚綱骨舌魚目象鼻魚科的其中一種。分布於非洲剛果河流域，棲息於水底，具有發電器官，用來偵測獵物，體長可達27公分。